# Attorney
Attorney bezeichnet im anglo-amerikanischen Rechtskreis einen juristischen Sachwalter oder Bevollmächtigten. Der Begriff umfasst sowohl den Rechtsanwalt als auch den Staatsanwalt nach deutschem Rechtsverständnis.

## Großbritannien
Historisch hat sich die Bezeichnung im mittelalterlichen England entwickelt. Das Recht und die Gerichte waren dort in Common Law mit den common law courts und Equity unterteilt mit dem Court of Chancery. In mündlichen Verhandlungen traten nur sog. barrister auf. Die Aufbereitung des Falles wurde dagegen in den common law courts von den attorneys, in den courts of Chancery von den solicitors übernommen.
Im heutigen Rechtswesen von Großbritannien finden sich keine Attorneys mehr. Anwaltliche Tätigkeiten werden von barristers, solicitors und (in Schottland) von advocates übernommen.
In Sri Lanka, das als einstige britische Kolonie vom britischen Rechtswesen geprägt war, wurde 1974 der Wechsel vom zweigleisigen Anwaltswesen (bestehend aus advocates und proctors) zum eingleisigen (mit attorneys) vollzogen.

## Vereinigte Staaten
In den USA hingegen ist attorney at law (auch: attorney-at-law) neben counselor die offizielle Bezeichnung für einen Rechtsanwalt – eine Trennung zwischen Prozessvertretern und vorbereitender Beratung wie im britischen Rechtssystem kennt man in den USA nicht. Auch Staatsanwälte werden dort häufig als attorneys bezeichnet, wobei die Zuständigkeitsebene dem Titel vorangesetzt wird: county attorney, district attorney usw. bis zum United States Attorney General, dem Pendant zum deutschen Generalbundesanwalt, der in den USA allerdings zugleich als Leiter des Justizministeriums fungiert.